# ジョン・コルドバ
ジョン・コルドバ（英語: Jhon Córdoba, 1993年5月11日 - ）は、コロンビア・イストミナ出身のサッカー選手。クラスノダール所属。コロンビア代表。ポジションはFW。

## 来歴
2014年にラ・リーガのグラナダCFに移籍。2015年にはブンデスリーガの1.FSVマインツ05に1年間の期限付き移籍をした。2016年に1.FSVマインツ05に完全移籍した。2020年9月15日、ヘルタ・ベルリンと契約した。
2021年7月23日、ロシア・プレミアリーグのFCクラスノダールと契約した。2024-25シーズンにリーグ優勝を果たし、自身も年間最優秀選手賞に選出された。

## タイトル

### クラブ
1.FCケルン
- 2. ブンデスリーガ: 1回 (2018-19)

FCクラスノダール
- ロシア・プレミアリーグ: 1回 (2024-25)

### 代表
U-20コロンビア代表
- 南米ユース選手権: 2013